# 红花鸢尾
红花鸢尾（学名：Iris milesii）为鸢尾科鸢尾属的植物。分布在印度以及中国大陆的四川、云南、西藏等地，生长于海拔900米至4,000米的地区，一般生于山坡林缘、疏林下或河滩地较湿润处，目前尚未由人工引种栽培。

## 外部連結
- 鳶尾黃酮苷 Tectoridin （页面存档备份，存于） 中草藥化學圖像數據庫 (香港浸會大學中醫藥學院) （中文）（英文）